# Донецька обласна філармонія

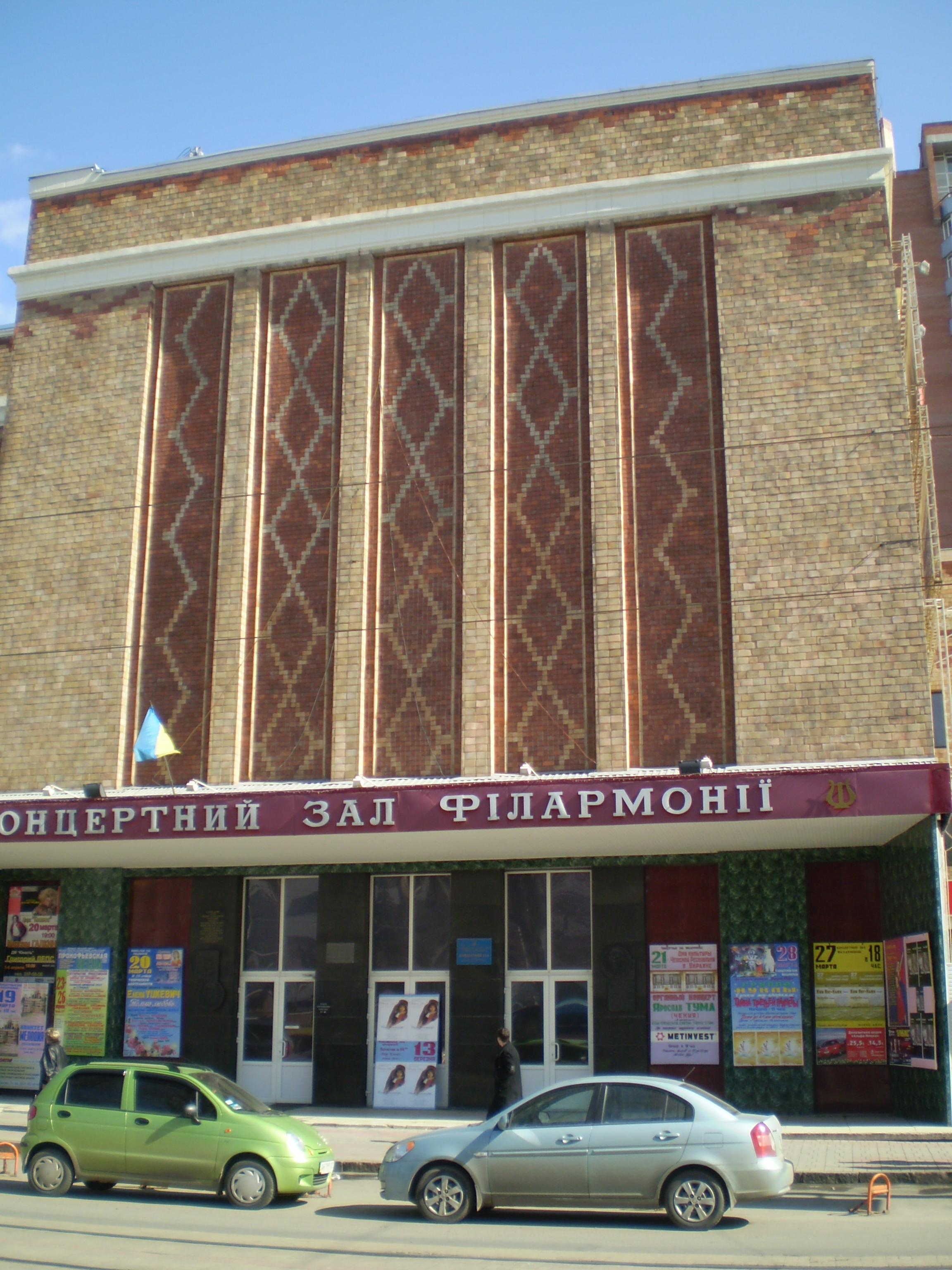
Донецька філармонія

Доне́цька обласна́ філармо́нія — головна концертна організація Донецької області, що провадить концертні виступи та керує творчою діяльністю зарахованих до її штату артистів-виконавців — музикантів-солістів, музично-виконавських колективів та артистів розмовних жанрів, а також організовує концертні виступи українських та іноземних артистів-гастролерів.

## Історія

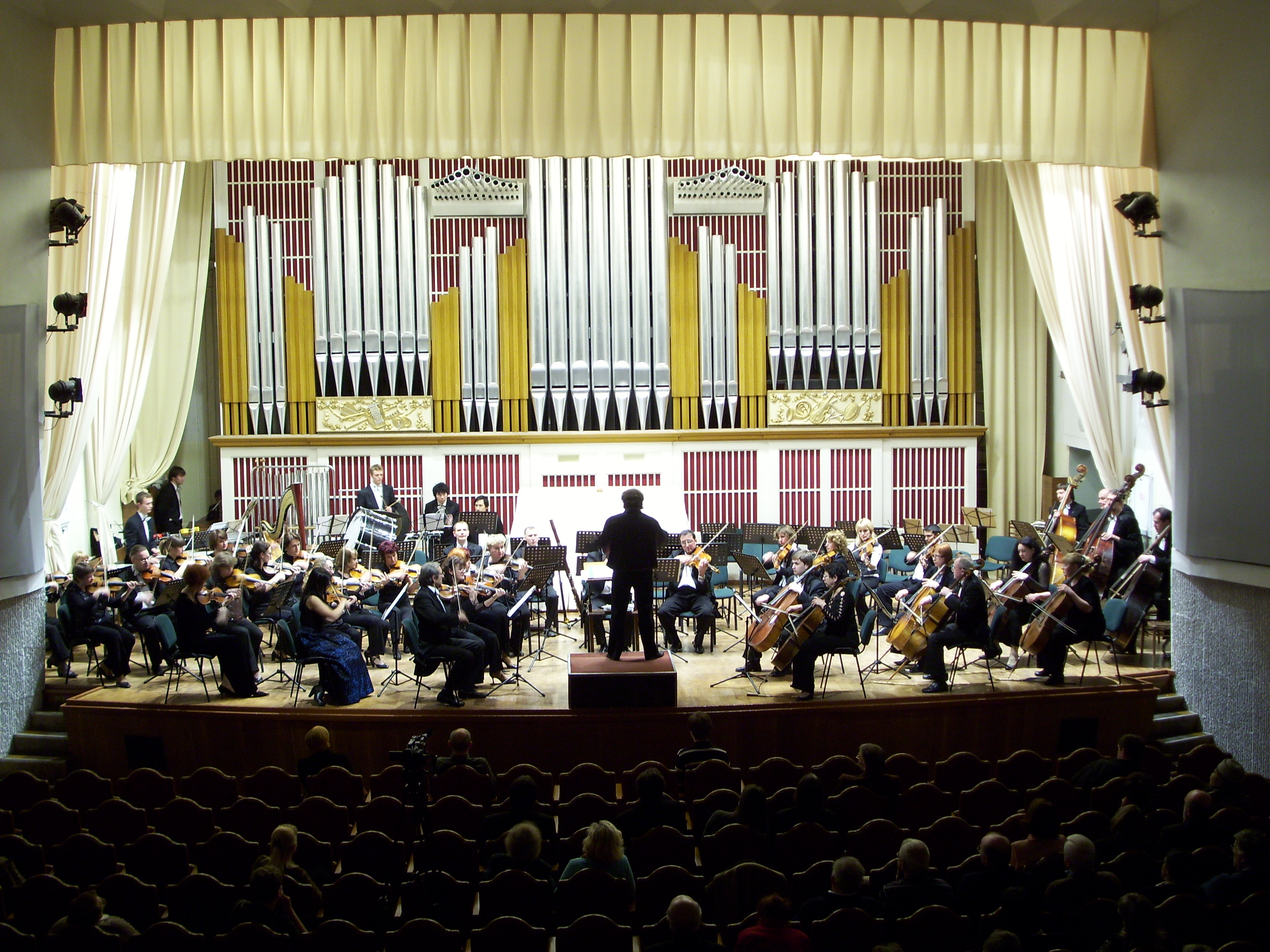
Концертний зал ім. С. Прокоф'єва

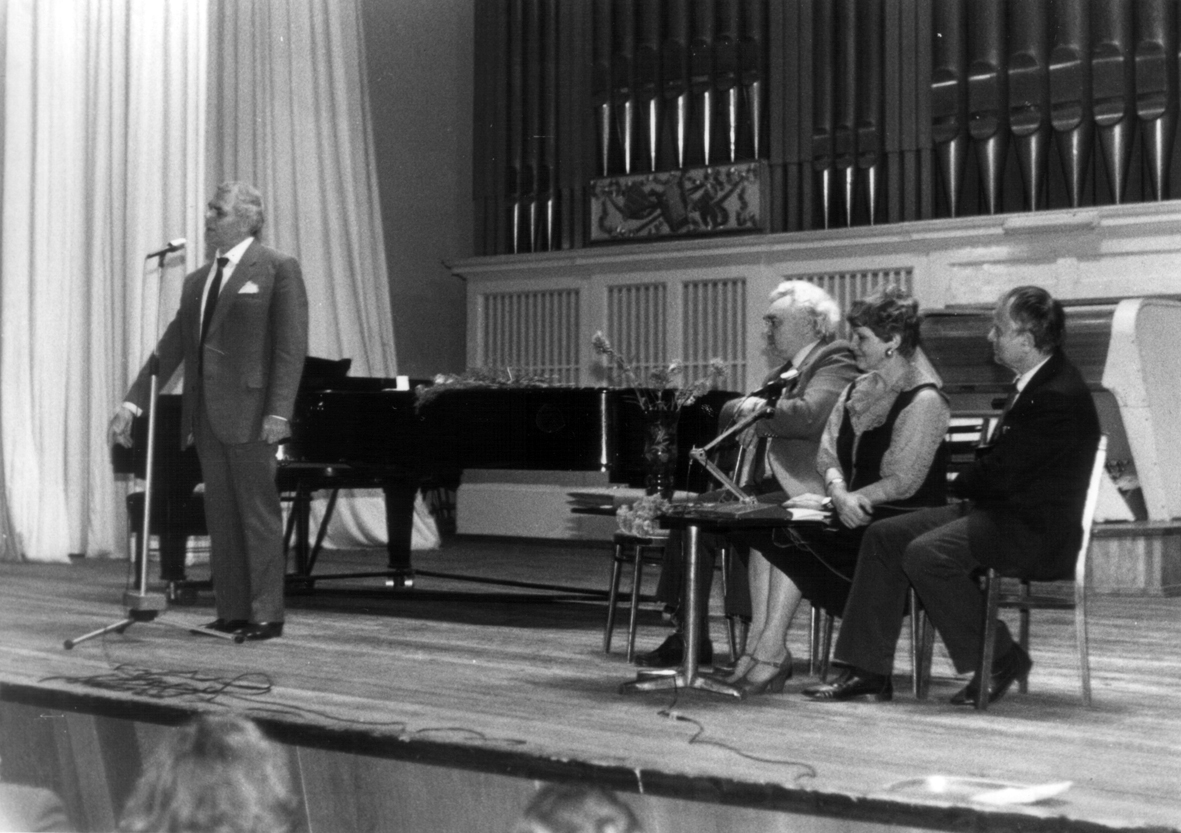
Донецька обласна філармонія. Виступає відомий український співак Мокренко А. Ю., праворуч Дмитро Павличко, Галина Гордасевич. 1990-і роки.

Донецька обласна філармонія заснована у січні 1931 року. У творчому складі філармонії на той час були лекторійні та естрадні групи, окремі виконавці, ансамбль пісні та танцю. В 1937 році обласним радіокомітетом було передано симфонічний оркестр, засновником й першим головним диригентом якого був народний артист СРСР Натан Рахлін.
У повоєнні роки з філармонічним оркестром працювали К. Симеонов, С. Турчак, К. Іванов, В. Гнєдаш, К. Кондрашин, І. Гамкало, а також композитори Б. Лятошинський, І. Дунаєвський, А. Хачатурян та багато інших.
У 1959 році в Концертному залі філармонії був установлений орган, що раніше стояв у Петербурзькій консерваторії. 1991 року філармонії присвоєне ім'я С. С. Прокоф'єва.
Донецька обласна філармонія протягом свого існування проводить багато різних фестивалів, серед яких традиційні фестивалі музичного мистецтва «Прокоф'євська весна», «Донецькі самоцвіти», гітарного мистецтва «Кришталеві струни», фестивалі органного, духового, народного мистецтва та інші.
Серед провідних колективів філармонії: Лауреат премії ім. С. Прокоф'єва камерний оркестр «Віола» (художній керівник — засл. арт. України О. Бахтіозін), академічний симфонічний оркестр ім. С. Прокоф'єва (головний диригент — засл. діяч мистецтв України О. Долинський). Серед артистів філармонії багато професійних творчих постатей: заслужені артисти України Світлана Ольховиченко, Людмила Бородицька, Анатолій Юхнов, Є. Прівалов, О. Уцкевич, С. Ломко, Володимир Гамарь, М. Пшеничний, А. Афанас'єва, Г. Братусь, Віктор Карант, а також численні лауреати всеукраїнських та міжнародних конкурсів: Е. Коржевич, О. Парецький, О. Трофіменко, В. Слєпєнков, концертмейстер, народний артист України Станіслав Саварі та ін. Донецьку філармонію представляли такі артисти як Тамара Міансарова, Валерій Ободзинський.
17 січня 2011 р. у Концертному залі ім. С. Прокоф'єва Донецької обласної філармонії був даний концерт на честь оголошення 2011 року роком Сергія Прокоф'єва.
У Донецькій обласній філармонії виступав ряд українських митців, зокрема Олександр Семчук, Мокренко Анатолій Юрійович, читали свої вірші Дмитро Павличко, Галина Гордасевич.

## Будівля
Будівля, в якій розташовується концертний зал Донецької обласної філармонії, побудована в 1930-і роки Південьжитлобудом і називалося «будівля держустанов». Його спроектував архітектор Людвіг Іванович Котовський. Вона будувалася як дзеркальна копія будівлі Ворошилівського райвиконкому — ці будівлі схожі в плані, але відрізняються оформленням. Після Другої світової війни будівлі держустанов значно перебудували.
На фасаді, відреставрованому в 2012 році, встановлено меморіальні дошки:
- На честь того, що в будівлі під час німецької окупації міста у 1941—1943 роках розміщувалася підпільна група, яка друкувала антифашистські листівки;
- На честь того, що в 1981 році концертному залу філармонії присвоєно ім'я Сергія Сергійовича Прокоф'єва;
- На честь того, що у філармонії розміщений орган, на якому грав Петро Ілліч Чайковський ;
- На честь того, що солістом філармонії в 1967—1972 роках був популярний радянський естрадний співак Валерій Ободзинський.
- На честь того, що солісткою філармонії в 1968—1979 роках була співачка, заслужена артистка УСРС, народна артистка Росії Тамара Міансарова (дошка встановлена у 2019 році).

## Під окупацією РФ
Із захопленням Донецька проросійськими терористами ДНР, приблизно третина артистів філармонії покинула місто. Проте вже у вересні 2014 філармонія змогла відкрити новий сезон, не змінивши вивіски. Восени 2014 роек колектив Донецької філармонії звертався із відкритим листом до української влади з проханням відновити виплати заробітної плати, проте не отримав відповіді. У грудні 2014 року одного з солістів філармонії — Олександра Парецького — було призначено так званим «в.о. Міністра культури ДНР», він публічно пообіцяв вирішити питання із виплатою зарплат на рівні керівництва ДНР. У травні 2015 року духовий оркестр філармонії брав участь у військовому параді, присвяченому 70-річниці Перемоги в Великій Вітчизняній війні.
З січня 1993 до 24 травня 2015 року Донецьку філармонію очолював заслужений працівник культури України Валерій Гуль. Головним диригентом філармонії став Володимир Заводиленко, випускник Донецької та Київської консерваторій. Згодом філармонію очолив Олександр Парецький. З вересня 2015 року у підконтрольних сепаратистам джерелах, зокрема на сайті так званого «Міністерства культури ДНР» заклад іменується як «Донецька державна академічна філармонія» (рос. "Донецкая государственная академическая филармония"). Філармонія веде доволі плідну концертну діяльність за участю власних артистів і запрошених гастролерів, зокрема з Росії. В філармонії з 2015 по 2017 роки тричі виступала американська піаністка польсько-російського походження Валентина Лисиця.